# Ever Hernández
Francisco Ever Hernández Rodríguez (Santiago de María; 11 de diciembre de 1958) es un exfutbolista salvadoreño que representó a su país en la Copa Mundial de la FIFA 1982 en España.

## Trayectoria
Era apodado "la gacela" y comenzó su carrera jugando en el Cojutepeque FC en 1975. Luego pasó al Club Deportivo Santiagueño de su ciudad natal con el que ganó un título de Primera División en la temporada 1979-80, pero los dejó después del descenso consumado en 1983, así que fichó por el Club Deportivo FAS, ganando otro campeonato liguero y el premio de máximo goleador en 1984.
Estuvo probándose para jugar en el Benfica de la Primeira Liga y Granada de la Primera División de España, sin embargo, no pudo concretar un fichaje con estos. Se retiró temprano con solo 28 años, luego de una última campaña con Alianza F.C.

## Selección nacional
Marcó 13 goles en 34 partidos con la selección de El Salvador de 1979 a 1985. Se convirtió en un héroe después de anotar un gol histórico contra México en el Campeonato de Naciones de la Concacaf 1981, torneo también clasificatorio hacia el Mundial de 1982, que terminaría calificando en segundo puesto.
En el Mundial, jugó el encuentro inaugural del grupo 3 contra Hungría, que terminó 1-10, siendo la más victoria amplia en la historia de la Copa del Mundo hasta el día de hoy.

### Participaciones en Copas del Mundo
| Mundial                        | Sede   | Resultado    |
| ------------------------------ | ------ | ------------ |
| Copa Mundial de Fútbol de 1982 | España | Primera fase |

## Clubes
| Club             | País        | Año       |
| ---------------- | ----------- | --------- |
| Cojutepeque F.C. | El Salvador | 1975      |
| C.D. Santiagueño | El Salvador | 1975-1983 |
| C.D. FAS         | El Salvador | 1983-1986 |
| Alianza F.C.     | El Salvador | 1986      |

## Palmarés

### Títulos nacionales
| Título           | Equipo      | País        | Año     |
| ---------------- | ----------- | ----------- | ------- |
| Primera División | Santiagueño | El Salvador | 1979-80 |
| Primera División | FAS         | El Salvador | 1984    |

### Distinciones individuales
| Distinción                                            | Año  |
| ----------------------------------------------------- | ---- |
| Máximo goleador de la Primera División de El Salvador | 1984 |